# 瑞氏細螯寄居蟹
瑞氏細螯寄居蟹（学名：Clibanarius ransoni）为活額寄居蟹科細螯寄居蟹屬下的一个种。